# Austrothemis
Austrothemis is een geslacht van libellen (Odonata) uit de familie van de korenbouten (Libellulidae).

## Soorten
Austrothemis omvat 1 soort:
- Austrothemis nigrescens (Martin, 1901)